# Выруская Википедия
Выруская Википедия (выр. Võrukeelne Vikipeediä) — финно-угорский раздел Википедии на выруском диалекте эстонского языка, созданный в июне 2005 года. 

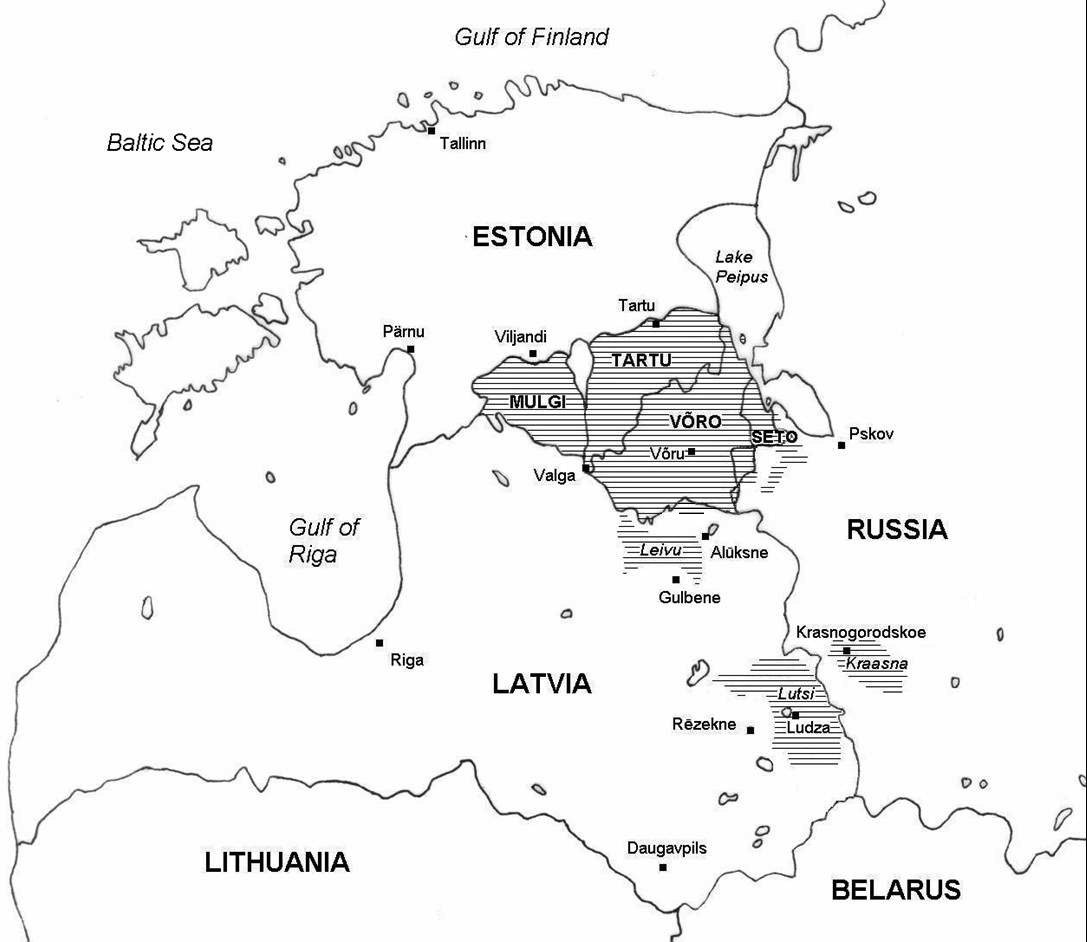
Южноэстонский ареал с отдельными анклавами в Латвии и России (говоры лутси, лейву и краасна)

На август 2010 года в выруской Википедии было 4392 статей — 124 место, зарегистрировано 2595 участников, трое из которых имели статус администратора.
На январь 2014 года в выруской Википедии насчитывалось 5136 статей. На 1 ноября 2022 года в выруской Википедии насчитывалось 6369 статей.

## Статистика
На 19 марта 2025 года в данном разделе насчитывалось 6760 статей. Также в выруской Википедии зарегистрирован(о) 15 400 участников, из них 23 совершили какое-либо действие за последние 30 дней, а 4 участника имеет статус администратора. Общее число правок составляет 182 119.
Глубина раздела на текущий момент составляет 11,5 единиц.
- Выруская Википедия